# Mapleton (Kansas)
Mapleton és una població dels Estats Units a l'estat de Kansas. Segons el cens del 2000 tenia 98 habitants.

## Demografia
Segons el cens del 2000, Mapleton tenia 98 habitants, 43 habitatges, i 27 famílies. La densitat de població era de 77,2 habitants/km².
Dels 43 habitatges en un 27,9% hi vivien nens de menys de 18 anys, en un 46,5% hi vivien parelles casades, en un 18,6% dones solteres, i en un 34,9% no eren unitats familiars. En el 27,9% dels habitatges hi vivien persones soles el 16,3% de les quals corresponia a persones de 65 anys o més que vivien soles. El nombre mitjà de persones vivint en cada habitatge era de 2,28 i el nombre mitjà de persones que vivien en cada família era de 2,71.
Per edats la població es repartia de la següent manera: un 22,4% tenia menys de 18 anys, un 7,1% entre 18 i 24, un 22,4% entre 25 i 44, un 29,6% de 45 a 60 i un 18,4% 65 anys o més.
L'edat mediana era de 44 anys. Per cada 100 dones de 18 o més anys hi havia 85,4 homes.
La renda mediana per habitatge era de 23.750 $ i la renda mediana per família de 28.056 $. Els homes tenien una renda mediana de 12.344 $ mentre que les dones 14.375 $. La renda per capita de la població era de 14.643 $. Cap de les famílies i el 10,3% de la població estaven per davall del llindar de pobresa.

## Poblacions més properes
El següent diagrama mostra les poblacions més properes.